# Élodie Frégé
Élodie Frégé (ur. 15 lutego 1982 w Cosne-Cours-sur-Loire) – francuska piosenkarka. Wygrała trzecią edycję francuskiego Talent show pt. Star Academy.

## Dyskografia
Albumy
- 2004: Elodie Frégé
- 2006: Le jeu des 7 erreurs
- 2010: La fille de l'après-midi
- 2013: Amuse Bouches

Single
- 2004: De l'eau
- 2004: Viens jusqu'à moi (duet z Michałem Kwiatkowskim)
- 2004: Je te dis non
- 2006: La ceinture
- 2006: Si je reste (un peu)
- 2007: La Fidélité
- 2010: La Fille De L'Après-Midi
- 2010: La Belle et la Bête
- 2013: Comment t'appelles-tu ce matin?
- 2013: Un jour mon prince viendra z albumu We Love Disney
- 2013: La ceinture
- 2014: Il pleut z albumu La Bande à Renaud

## Nagrody i wyróżnienia
- 20 grudnia 2003 Frégé wygrała trzecią edycję francuskiego Talent show pt. Star Academy i podzieliła się nagrodą z Michałem Kwiatkowskim[1], który zajął drugie miejsce, w 2004 Frégé i Kwiatkowski nagrali razem teledysk finałowy – „Viens jusqu'à moi“ – Élodie Frégé & Michal;
- 30 marca 2004 wygrała w Cannes Star Academy (międzynarodowe);
- W 2005 otrzymała trofeum „Les Ailes de l'Expérience“, przyznane przez Académie de Mâcon.